# Prodasineura verticalis
Prodasineura verticalis är en trollsländeart. Prodasineura verticalis ingår i släktet Prodasineura och familjen Protoneuridae. IUCN kategoriserar arten globalt som livskraftig.

## Underarter
Arten delas in i följande underarter:
- P. v. andamanensis
- P. v. annandalei
- P. v. burmanensis
- P. v. delia
- P. v. humeralis
- P. v. verticalis

## Bildgalleri

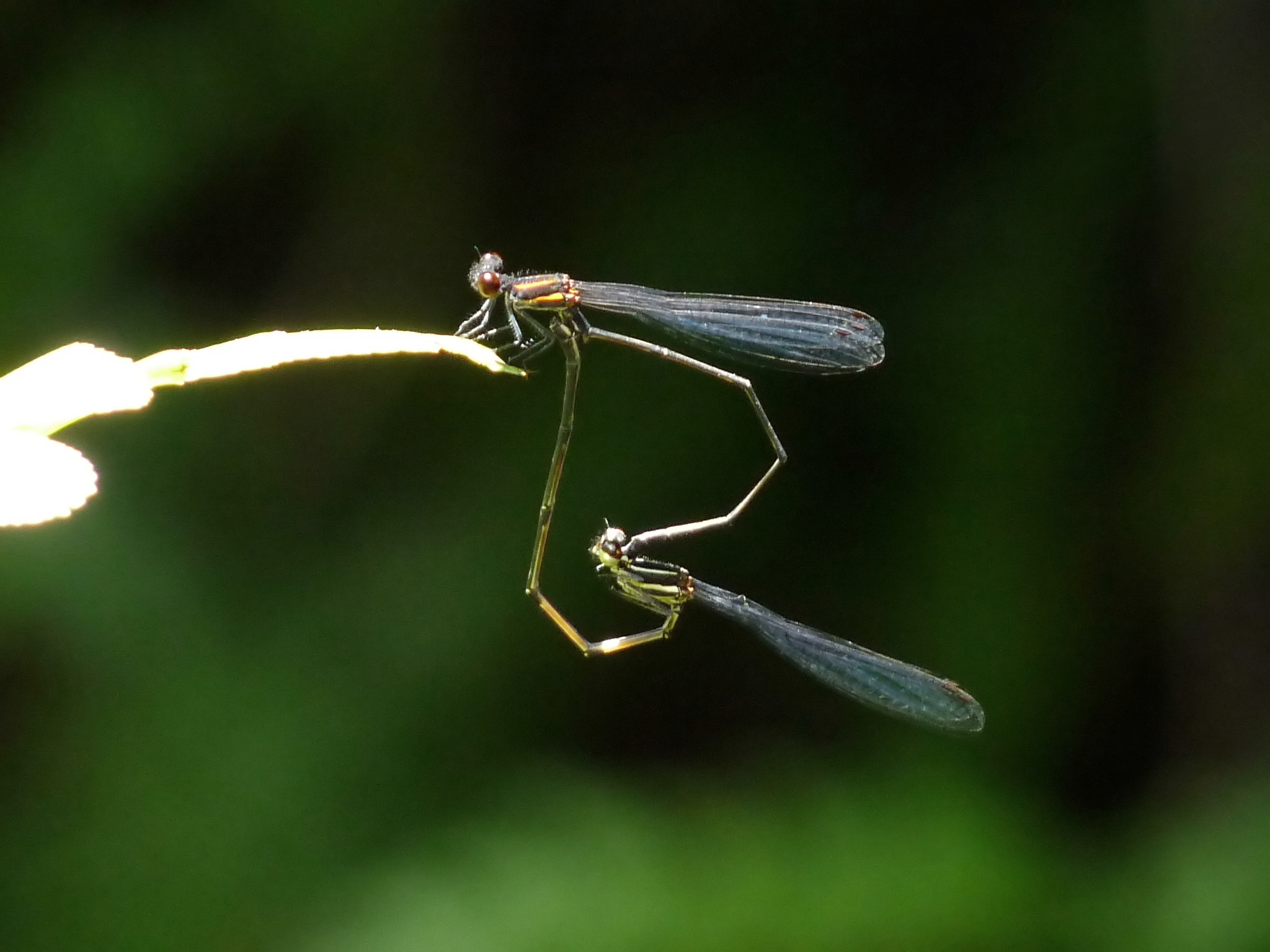
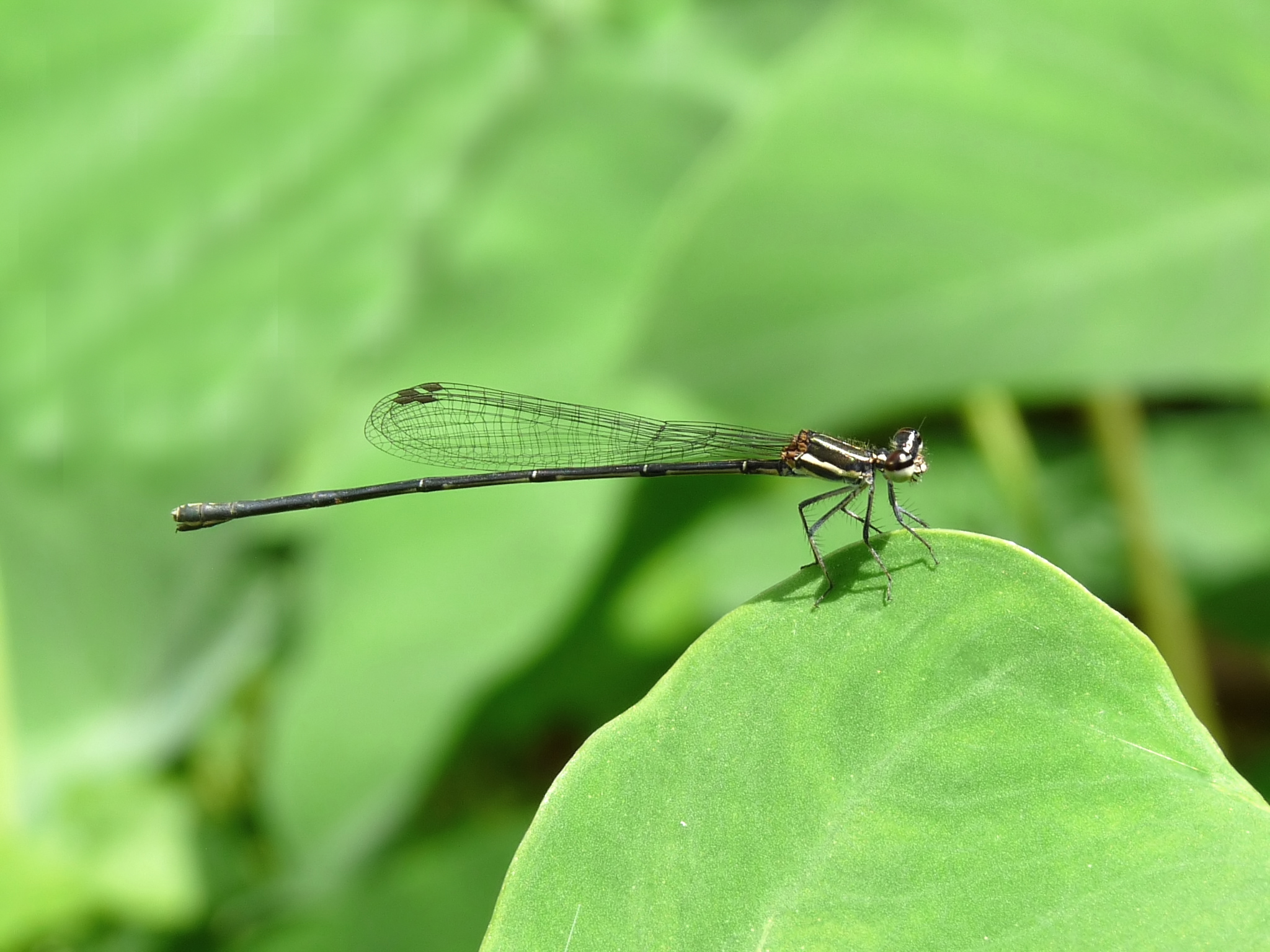
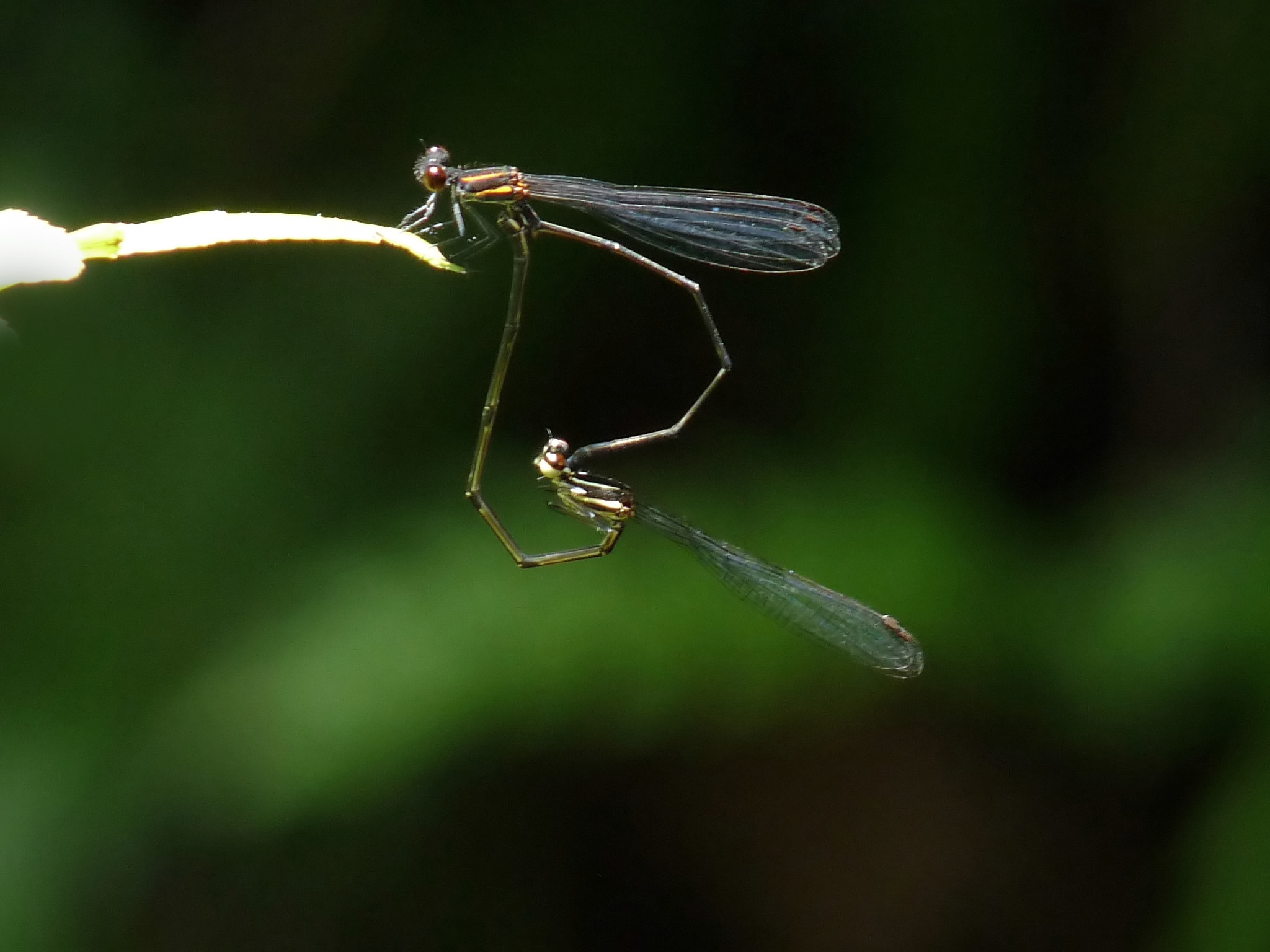
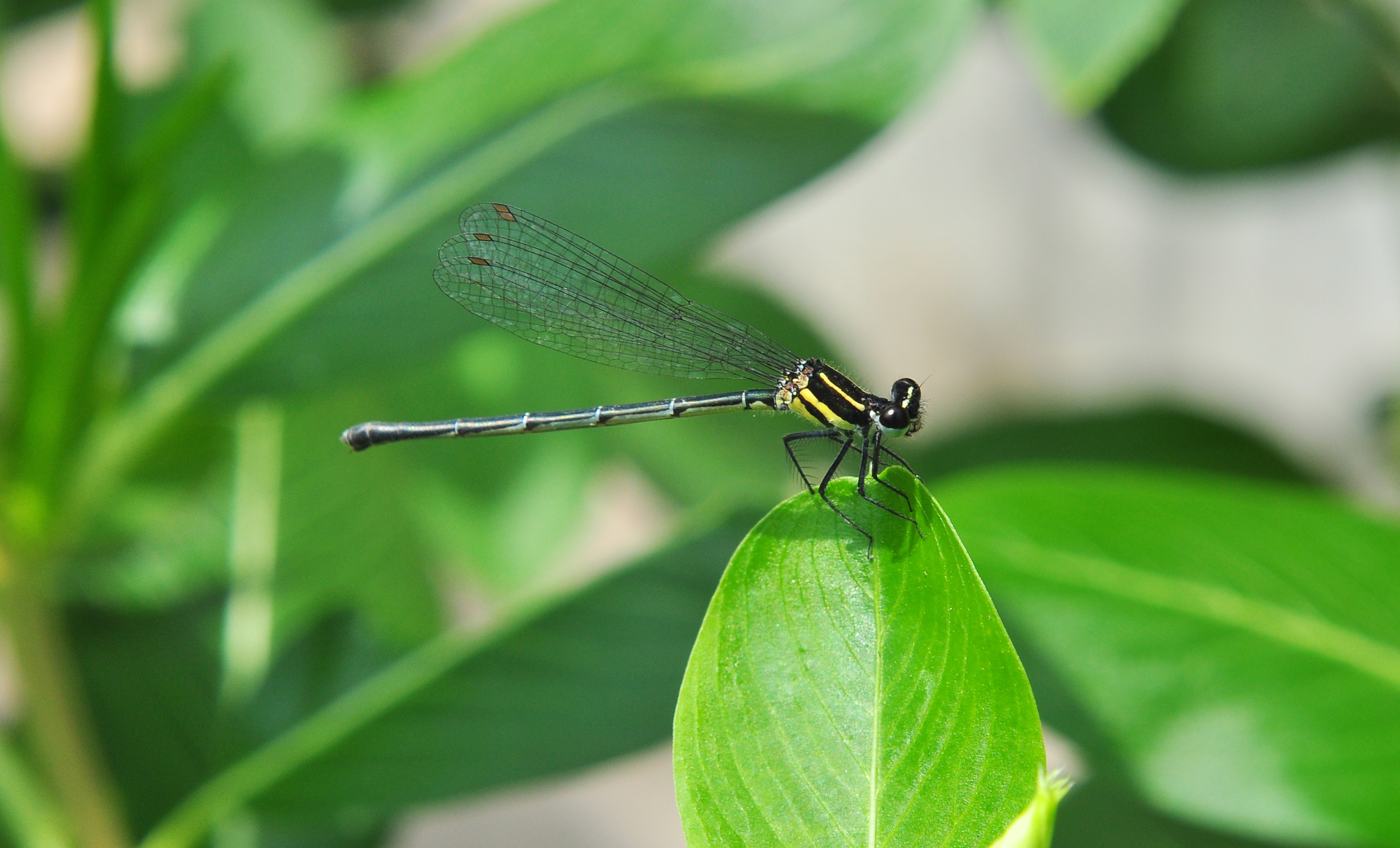